# Taedong-gang
Der Taedong ist ein Fluss in Nordkorea. Er entspringt im Nangnim-Gebirge in der Provinz Hamgyŏng-namdo, fließt in südwestlicher Richtung, mit dem Nebenfluss Pothong-gang durch die Hauptstadt Pjöngjang und mündet bei Namp’o ins Gelbe Meer. Er ist 439 Kilometer lang und für 4000-Tonnen-Schiffe bis Songnim, für 2000-Tonnen-Schiffe bis 65 Kilometer unter der Quelle schiffbar. Weiter flussaufwärts wird er vor allem zur Bewässerung und Energiegewinnung genutzt. Wichtige Nebenflüsse sind Biryu-gang, Nam-gang und Chaeryŏng-gang. Am Oberlauf befinden sich die beiden Stauseen Nangnim und Kumsong.

## Wasserkraftwerk Nyongwon
Am Oberlauf des Flusses wurde am 5. Oktober 2005 das Wasserkraftwerk Nyongwon eröffnet. Der große Staudamm durch ein Gebirgstal soll die Hauptstadt Pjöngjang vor Überschwemmungen schützen und zur Energieversorgung des Landes beitragen.

## Westmeerstaudamm
Die Koreaner nennen das Gelbe Meer Westmeer. In der Mündung des Taedong in dieses Meer bei Namp’o errichteten in den Jahren 1981 bis 1986 drei Armeedivisionen den damals größten Staudamm der Welt. Der West Sea Barrage besteht aus einer acht Kilometer langen Staumauer, drei Schleusen für Schiffe bis zu 50.000 BRT, 36 Sielen und einer Aussichtsplattform mit einem Museumsgebäude in Ankerform.
Der Staudamm dient in erster Linie als Wasserscheide zwischen Meer- und Flusswasser, als schnelle Straßen- und Eisenbahnverbindung zwischen dem Nord- und Südufer des Taedong sowie als physische Barriere an der Flussmündung. Er bewahrt die Region bis hinauf nach Pjöngjang vor möglichen Flutkatastrophen, macht den Schiffsverkehr unabhängig von den starken Gezeiten und dient der Verfügbarkeit von Süßwasser für die Industrie und zur Trinkwasserversorgung der Region. Es werden zwei Milliarden Kubikmeter Wasser pro Jahr gefördert.
Zur Gewinnung von Elektrizität wird der Staudamm nicht genutzt.
Vor der Errichtung des Damms wurde flussaufwärts in Salzpfannen Meersalz gewonnen. Diese Pfannen liegen seit der Trennung von Meer und Fluss weitgehend brach.